# Eamhain Mhacha

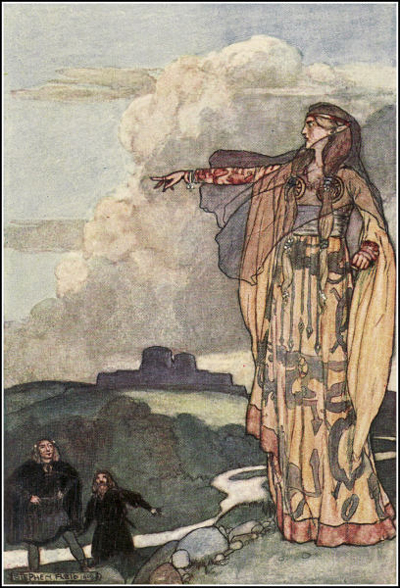
Macha maudit les hommes d'Ulster, illustration par Stephen Reid, The Boys' Cuchulainn, Eleanor Hul, 1904

Eamhain Mhacha [ˈawnʲ ˈwaxə] (du vieil irlandais Emain Macha [ˈeṽənʲ ˈṽaxə] ; en anglais : Navan Fort [ˈnævn̩ fɔːt]), dans la mythologie celtique irlandaise, est le nom de la résidence du roi d’Ulster Conchobar Mac Nessa. Il lui a été donné par la déesse Macha (plaine) des Tuatha Dé Danann, qui est un avatar de Morrigan.

## Mythologie
Alors qu’elle était enceinte de son époux Crunmiac, son accouchement est prévu pour le jour de l’assemblée des Ulates (habitants d’Ulster). Imprudemment, le mari se vante, et prétend que sa femme peut courir plus vite que les meilleurs chevaux de l’écurie du roi. Macha, sommée de prouver cette affirmation, demande un délai, compte tenu de son état. Cela lui est refusé. Obligée de s’exécuter, elle court plus vite que les chevaux, et une fois arrivée, à la suite de l’effort fourni, elle accouche immédiatement de jumeaux. Emain Macha signifie : les « Jumeaux de Macha ». Pour se venger de cette obligation, elle pousse un hurlement maléfique qui ensorcelle tous les hommes de la province. Ils subissent les douleurs de l’enfantement, pendant quatre jours et cinq nuits, dès que le royaume est en danger.
Le seul qui échappe à la malédiction est Cúchulainn, le héros qui doit défendre seul le royaume. C'est l’objet du récit Táin Bó Cúailnge (Razzia des vaches de Cooley), dans lequel on le voit défendre la frontière, affrontant seul l’armée coalisée des royaumes d'Irlande.
Le site est localisé à Navan Fort, à proximité d’Armagh.